# 연인 (타로)

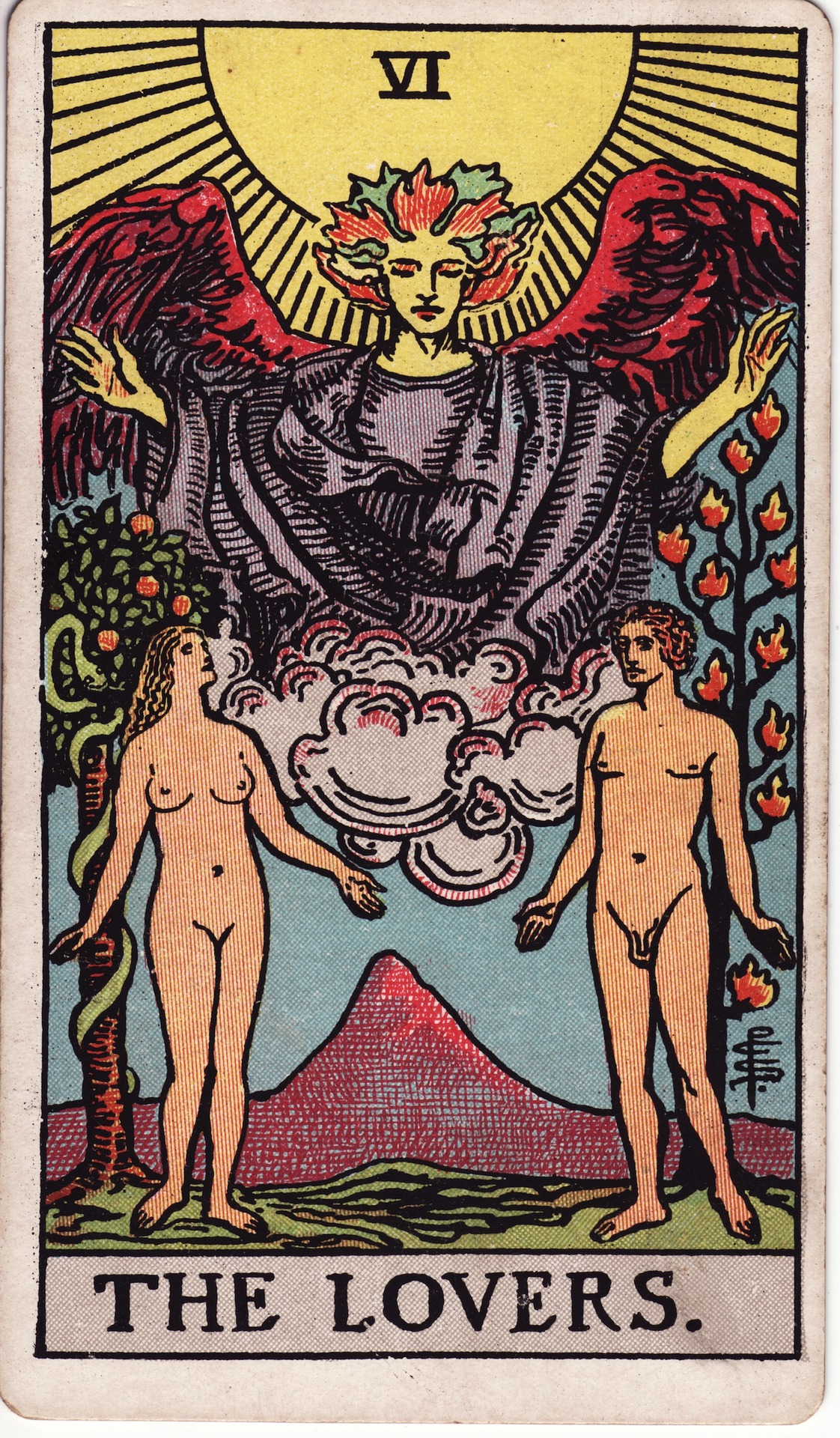
웨이트판 타로의 연인

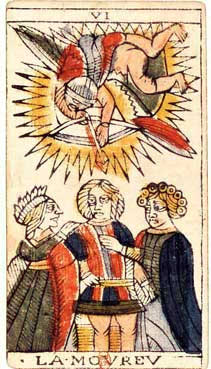
마르세유판 타로의 연인

연인(恋人, 프랑스어: L'Amoureux, 영어: The Lovers)은 타로의 메이저 아르카나에 속하는 카드의 1매다. 카드 번호는 '6'.

## 카드의 의미
정위치의 의미
정위치의 의미 : 결합, 결부, 결혼, 합일, 관계의 균형과 조화, 사랑, 연애, 선택(사랑·가족·일·생활방식 등), 유혹과 싸움, 자신에의 신뢰, 가치관의 확립, 정열, 공감, 취미의 몰두, 바람기, 낙관, 시련의 극복.
역위치의 의미
역위치의 의미 : 유혹, 부도덕, 실연, 헛돎, 무시, 집중력 결여, 공허, 결혼 생활의 파탄.
아서 에드워드 웨이트의 타로 도해의 해설에서는 '매력·사랑·아름다움'을 의미한다.

## 카바라와의 관계
히브리 문자는 자인(ז), 다만 복수의 이설이 있다. 또 '황금의 새벽단'의 설에서는 비나와 티파레트의 세피라를 결합한다.

## 점성술과의 대응
이하와 같은 제설이 있다.
- 별자리：천칭궁설, 금우궁설, 쌍아궁설[1], 처녀궁설, 인마궁설, 쌍어궁설
- 행성：금성설, 달설, 해왕성설

## 우화의 해석
15세기 무렵 초기의 타로에서는 복수의 남녀가 인생을 구가하는 구도로, 단순하게 연애 그 자체를 나타내고 있던 것처럼 보인다.
마르세유판 타로에 주목하면, 2명의 여성이 1명의 남성의 양측에 서, 그 두상에 천사 같은 1마리를 확인할 수 있지만 이것은 큐피드(또는 에로스)이며, (인간적인)비릿한 남녀의 관계를 나타내고 있다고 말할 수 있다. 향해 좌측에 위치하는 여성은(머리의 쓰개로 봐서) 어떤 종류의 권력을 가지고 있는 것 같고, 우리 물안으로 남성의 어깨에 손을 두고 있다. 한편, 향해 우측의 여성은 나이도 젊고, 접근도 정열적일 것이라는 것을 남성의 심장에 가까운 부분에 대어진 손으로부터 엿볼 수 있다. 어딘지 모르게, 두상의 천사와 이 여성은 협력 관계에 있는 것처럼 보인다. 중심의 젊은이는 분명하게 우유부단하다고 간파할 수 있지만, 그것은 2명의 여성 양쪽 모두가 그에게 있어서 중요한 무언가임을 나타내고 있다. 구체적으로는, 그의 머리는(그 자신이 봐) 우측(의식·이성)의 위엄 있는 인물로 보내면서, 나머지의 신체는(그가 봐) 좌측(본능·무의식)의 금발의 인물에게 보내는 것부터, 마치 만력에 끼워졌는지와 같이 동작조차 마음대로 되지 않는 것 같다. 거기서 '우유부단'이라고 하는 해석이나 '선택·결단'이라고 하는 의미가 태어난다.
웨이트는 헛됨을 생략하고 균형을 잡힌 1조의 남녀를 써 나타냈다. 웨이트판에 그×·려져 있는 인물은, 구약 성서의 아담과 이브(유태교의 성전·탈무드의 이브와 리리스 또는 여신 아프로디테와 트로이의 왕자 파리스라고도)가 모티프로 여겨진다. 큐피드도 천사 라파엘로 변경되어 있다.